# Julia Marino (esquiadora)
Julia Marino (nac. 14 de abril de 1992, Bahía Negra, Alto Paraguay) es una esquiadora artística paraguaya nacionalizada estadounidense, quien compite en las disciplinas de halfpipe y slopestyle. Participó en los Juegos Olímpicos de Sochi 2014 representando a Paraguay, constituyéndose de esta forma en la primera atleta olímpica paraguaya en un Juego Olímpico de Invierno.
Si bien nació en Paraguay, fue adoptada a los ocho meses de vida por una familia estadounidense y no volvió a radicarse en aquel país. Por iniciativa propia decidió representar a Paraguay, obteniendo respaldo de las autoridades paraguayas y del comité olímpico nacional.